# ژان-بتیست باگازا
ژان-بتیست باگازا (انگلیسی: Jean-Baptiste Bagaza) یک سیاست‌مدار اهل بوروندی بود.